# Klaus Wallendorf
Klaus Wallendorf (* 22. November 1948 in Elgersburg) ist ein deutscher Hornist, Autor und Moderator. Er war Hornist bei den Berliner Philharmonikern.

## Wirken
1961 bekam Wallendorf an der Jugendmusikschule Düsseldorf von Paul Witz ersten Hornunterricht. 1965 spielte er bereits in Aachen in einem Orchester mit und gewann er einen 1. Preis im Bundeswettbewerb Jugend musiziert. Danach musizierte er auch an der Deutschen Oper Berlin und wurde in Genf Solohornist am Orchestre de la Suisse Romande. 1973 wechselte er an die Bayerische Staatsoper in München.
Von September 1980 bis 2016 gehörte er als hoher Hornist den Berliner Philharmonikern an. Seit 1985 ist er Hornist und Moderator bei German Brass. Er hat sich darüber hinaus als Autor und Moderator hervorgetan. In Anerkennung seiner literarischen Begabung wurde er bei seiner Pensionierung von Simon Rattle zum „Hofpoeten auf Lebenszeit“ ernannt.
2016 erhielt er zusammen mit dem Blechbläserensemble German Brass den Echo Klassik in der Kategorie Ensemble/Orchester.

## Werke
- Immer Ärger mit dem Cello. Galiani-Verlag (2013)
- Zwischen Mundstück und Mikrophon. Galiani-Verlag (2020)